# Río Rucue
El río Rucue es un curso natural de agua que nace en la cordillera de los Andes, fluye por la Región del Biobío y desemboca en el río Laja. Antiguamente fue llamado Rucuhue o Calleuque.

## Trayecto
El río Recue tiene sus orígenes al sureste de la ciudad de Antuco y al oeste de la cuenca de la laguna Laja, entre los cabezales del río Laja por el norte y las de los afluentes del río Duqueco por el sur. Antes de su desembocadura en el río Laja, existe una bocatoma que desvía un caudal hacia la central hidroeléctrica Rucúe.

## Caudal y régimen
El Rucue tiene una estación fluviométrica aguas arriba de la confluencia con el río Laja, a 450 m s. n. m. y que mide el flujo drenado por un área de 216 km².
La subcuenca del Laja comprende el área drenada por el río Laja y sus afluentes, ríos Rucue y Claro sigue un régimen netamente pluvial, con grandes crecidas en junio y julio, producto a precipitaciones invernales. Los menores caudales ocurren en el trimestre enero, febrero, marzo, debido principalmente al uso intensivo de agua para riego.: 93 

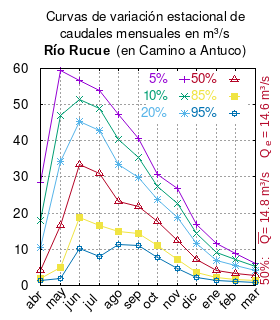
Curvas de variación estacional del río Rucue en camino a Antuco.

El caudal del río (en un lugar fijo) varía en el tiempo, por lo que existen varias formas de representarlo. Una de ellas son las curvas de variación estacional que, tras largos periodos de mediciones, predicen estadísticamente el caudal mínimo que lleva el río con una probabilidad dada, llamada probabilidad de excedencia. La curva de color rojo ocre (con {\displaystyle {\color {Red}\vartriangle }}) muestra los caudales mensuales con probabilidad de excedencia de un 50%. Esto quiere decir que ese mes se han medido igual cantidad de caudales mayores que caudales menores a esa cantidad. Eso es la mediana (estadística), que se denota Qe, de la serie de caudales de ese mes. La media (estadística) es el promedio matemático de los caudales de ese mes y se denota {\displaystyle {\overline {Q}}}. 
Una vez calculados para cada mes, ambos valores son calculados para todo el año y pueden ser leídos en la columna vertical al lado derecho del diagrama. El significado de la probabilidad de excedencia del 5% es que, estadísticamente, el caudal es mayor solo una vez cada 20 años, el de 10% una vez cada 10 años, el de 20% una vez cada 5 años, el de 85% quince veces cada 16 años y la de 95% diecisiete veces cada 18 años. Dicho de otra forma, el 5% es el caudal de años extremadamente lluviosos, el 95% es el caudal de años extremadamente secos. De la estación de las crecidas puede deducirse si el caudal depende de las lluvias (mayo-julio) o del derretimiento de las nieves (septiembre-enero).

## Historia
Francisco Solano Asta-Buruaga y Cienfuegos escribió en 1899 en su obra póstuma Diccionario Geográfico de la República de Chile sobre el río:
Rucué.-—El riachuelo del departamento de Laja llamado Rucuhue; véase.
Rucuhue.-—Riachuelo del departamento de Laja, afluente de la izquierda del río de este nombre. Procede de una pequeña laguna próxima al pie de la base del poniente de la sierra de Belluga, y corre hacia el NO. á entrar en la izquierda del río Laja á unos diez kilómetros al O. de la villa de Antuco y casi frente á Trupán, en la ribera opuesta. Llámanle también Calleuque, y en el abra ó valle de su cauce se hallan dos fundos con estos nombres del riachuelo. Algunos contrayendo el título dicen Rucué, pero éste viene de ruca, casa, y de hue, paraje (sitio de casa).
Luis Risopatrón lo describe en su Diccionario Jeográfico de Chile de 1924:
Rucúe (Rio) 37° 25' 71° 38' Procede de una pequeña laguna, próxima al pié de la base del poniente de la sierra Velluda, corre impetuoso hácia el W, baña el fundo de aquel nombre i se vácia en la márjen S del curso medio del rio de La Laja, entre los pueblos de Antuco i Tucapel. 68, p. 206; i 156; de Rucue en 3, iv, p. 451 (Alcedo, 1788); i 10, p. 234 (Juan de Ojeda. 1803); Rucué en 62, i, p. 153; i 155, p. 677; Rucul en 86, p. 203 plano; i Rucuhue en 66, p. 248 (Pissis, 1875); i 155, p. 677.

## Población, economía y ecología
- Central hidroeléctrica Quilleco
- Central hidroeléctrica Rucúe

La central hidroeléctrica Rucúe es la última central en operación y ocupa los caudales descargados por la central Antuco y las aguas del río Rucue, antes de su junta con el río Laja.: 36 